# Платас, Фернандо
Ферна́ндо Фабри́сио Пла́тас А́льварес (исп. Fernando Fabricio Platas Álvarez; род. 16 марта 1973, Мехико) — мексиканский прыгун в воду, вице-чемпион Олимпиады 2000 года в Сиднее, вице-чемпион мира 2001 года. Победитель Панамериканских игр 1995 и 1999 года.

## Карьера
В 1992 году представлял Мексику на Летних Олимпийских играх в Барселоне. 
В 2000 году стал серебряным призёром летних Олимпийских игр в Сиднее на 3-метровом трамплине. В борьбе за золото Платас проиграл китайцу Сюн Ни всего 0,30 балла. Был знаменосцем сборной Мексики на церемониях открытия и закрытия Олимпийских игр 2000 и 2004 года.

## Интересные факты
В 1992 году на Олимпийских играх в Барселоне Платас одолжил свои запасные плавки Дмитрию Саутину, который забыл свои в гостинице. Саутин в плавках Платаса выиграл бронзу на 3-метровом трамплине, а сам мексиканец занял лишь 17-е место. После соревнований Саутин пытался вернуть плавки Платасу, но тот сказал, что дарит их россиянину.